# 310e régiment d'artillerie
Ne doit pas être confondu avec 310e régiment d'artillerie coloniale.
Pour les articles homonymes, voir 310e régiment.
Le 310e régiment d'artillerie lourde est un régiment de l'Armée de terre française. Il existe brièvement à la fin de la Première Guerre mondiale, de mars à août 1918.

## Création et différentes dénominations
- mars 1918 : création
- août 1918 : dissous

## Historique
Le 310e RAL existe brièvement de mars à août 1918, dans le cadre de la réorganisation de l'artillerie lourde hippomobile. Il est formé le 1er mars 1918 avec les unités suivantes :
- le 1er groupe (1/310e, canons de 155 longs modèle 1877[2]) est créé par renommage du 6e groupe du 110e régiment d'artillerie lourde[3],
- le 2e groupe (2/310e, canons de 155 courts Saint-Chamond[4]) est créé par renommage du 9e groupe du 115e régiment d'artillerie lourde[5],
- le 3e groupe (3/310e, canons de 155 courts Saint-Chamond[6]) est créé par renommage du 8e groupe du 110e régiment d'artillerie lourde.

Le régiment est rattaché au dépôt du 110e RAL.
Le 3e groupe, subordonné au 310e RAL depuis mars, ne rejoint le régiment qu'en mai, après avoir combattu dans la région de Souain-Perthes-lès-Hurlus début mars (offensive du Printemps) puis s'être reposé. Le 310e RAL au complet (état-major et trois groupes) est engagé dans la bataille de la Marne à partir de mai,,.
Le régiment est dissous en août 1918 :
- le 1er groupe devient le 10 août le 3e groupe du 110e RAL[11],
- le 2e groupe devient le 15 juillet le 8e groupe du 110e RAL[12],
- le 3e groupe devient le 20 juillet le 7e groupe du 130e RAL[8].

## Traditions

### Étendard
Le régiment n'a pas reçu d'inscriptions de batailles sur son étendard.

### Décorations
Le 1er groupe est cité à l'ordre du corps d'armée :

« Le Général commandant le 1er corps d'armée colonial, cite à l'ordre du Corps d'Armée, le premier groupe du 310e RAL. Sous le commandement du chef d'escadron Marquebelle, parfaitement secondé par ses trois commandants de batterie ( capitaine Achille, lieutenant Bourdereau et Lieffroy) a constamment fait preuve d'un dévouement et d'une endurance dignes du plus grand éloge. Au cours des dernières opérations, sans souci des pertes et de la fatigue, sous des bombardements violents et prolongés à obus explosifs et toxiques et malgré les circonstances les plus critiques, l'infanterie ennemie étant arrivée à 500 mètres des pièces, n'a cessé d'exécuter avec la plus grande régularité tous les tirs nécessités par la situation, contribuant ainsi dans une large mesure à la défense efficace d'un secteur important. »